# زمان حقیقی (رسانه)
زمان حقیقی (انگلیسی: Real time) در رسانه روشی است که در آن رویدادها در همان نرخ زمان یا سرعتی که شخصیت‌های فیلم-رمان-غیره آن‌ها را تجربه می‌کنند، به تصویر کشیده می‌شوند. برای مثال، اگر یک فیلم که داستانش بی‌وقفه و بدون پرش به زمان آینده یا گذشته بیان می‌شود، ۲ ساعت طول بکشد، داستان آن فیلم، دو ساعت تخیلی از زمان حقیقی آن رسانه را پوشش می‌دهد. اگر یک کمیک استریپِ زمان حقیقی روزانه، به مدت ۶ سال ادامه داشته باشد، شخصیت‌های آن کمیک استریپ در پایان، ۶ سال بزرگ‌تر از زمان آغاز آن کمیک استریپ خواهند بود. این تکنیک را می توان با سطوح مختلفی از دقت اعمال کرد. در برخی از داستان‌ها، هر دقیقه از فیلم، دقیقاً یک دقیقه از زمان تخیلی داخل فیلم است. در سایر موارد، از قبیل کمیک استریپ روزانهٔ برای بهتر یا بدتر، هر داستان روزانه لزوماً با یک روز جدید از زمان تخیلی تطابق ندارد، اما هر ساله این داستان مطابق با یک سال از زمان تخیلی تنظیم می‌شود.